# Aconitum sessiliflorum
Aconitum sessiliflorum är en ranunkelväxtart som först beskrevs av Achille Eugène Finet och Gagnep., och fick sitt nu gällande namn av Hand.-mazz.. Aconitum sessiliflorum ingår i släktet stormhattar, och familjen ranunkelväxter. Inga underarter finns listade i Catalogue of Life.